# Кимура, Кадзуси
Кадзуси Кимура (яп. 木村 和司 Кимура Кадзуси, род. 19 июля 1958, Хиросима) — японский футболист и тренер. Выступал за сборную Японии.

## Клубная карьера
На протяжении своей футбольной карьеры выступал за клуб «Иокогама Маринос» (ранее — «Ниссан Моторс»), к которому присоединился после окончания университета Мэйдзи в 1981 году. С 1982 года взял себе игровой номер 10. В 1983 и 1985 году в составе клуба становился обладателем Кубка Императора. С 1988 по 1990 год «Иокогама Маринос» выиграл все три главных титула в Японии: национальный чемпионат, Кубок лиги и два Кубка Императора. В 1990-х годах клуб выиграл Кубок лиги в 1990 и 1991 и Кубок Императора в 1992 году, а также Азиатский Кубок обладателей кубков 1991-92 и 1992-93. Кимура был центральным игроком в золотую эру в истории клуба, и трижды признавался футболистом года в Японии — в 1983, 1984 и 1989 годах. В 1994 году он завершил карьеру, сыграв 251 матч и забив 51 гол в чемпионате. Был включен в символическую сборную лиги пять раз.

## Карьера в сборной
С 1979 по 1986 год сыграл за национальную сборную Японии 54 матча, в которых забил 26 голов. Впервые появился на поле в составе команды 31 мая 1979 года, когда еще был студентом университета Мэйдзи, в матче против Индонезии. Кимура играл в матчах квалификации на летние Олимпийские игры 1980 года и отборочных матчах к чемпионату мира 1982 года. С 1982 года он играл во всех матчах сборной Японии включая Летние Азиатские игры 1982 и 1986, матчи квалификации на летние Олимпийские игры 1984 года и отборочные матчи к Кубку мира 1986 года. В 1985 году Кимура забивал голы в шести матчах подряд, что стало рекордом для сборной Японии. Всего он провел 54 игры и забил 26 голов за национальную команду, завершив выступления в 1986 году.

## Тренерская карьера
Кимура стал главным тренером «Иокогама Маринос» в 2010 году. В 2011 году команда боролась за чемпионство и лидировала по ходу турнира, но в итоге заняла лишь пятое место. После такого результата тренер был уволен.

## Достижения

### Командные
«Иокогама Маринос»
- Победитель Первого дивизиона японской футбольной лиги: 1988/89, 1989/90
- Обладатель Кубка Императора: 1983, 1985, 1988, 1989, 1991, 1992
- Обладатель Кубка японской футбольной лиги: 1988, 1989, 1990
- Обладатель Азиатского Кубка обладателей кубков: 1991/92, 1992/93

### Индивидуальные
- Футболист года в Японии: 1983, 1984, 1989
- Самый ценный игрок японской футбольной лиги: 1989/90
- Лучший ассистент японской футбольной лиги: 1984
- Включён в сборную Первого дивизиона японской футбольной лиги: 1983, 1984, 1985/86, 1988/89, 1989/90

## Статистика

### В клубе
| Выступления за клуб | Выступления за клуб | Выступления за клуб          | Лига  | Лига | Кубок            | Кубок            | Кубок лиги | Кубок лиги | Итого | Итого |
| Сезон               | Клуб                | Лига                         | Матчи | Голы | Матчи            | Голы             | Матчи      | Голы       | Матчи | Голы  |
| Япония              | Япония              | Япония                       | Лига  | Лига | Кубок Императора | Кубок Императора | Кубок лиги | Кубок лиги | Итого | Итого |
| ------------------- | ------------------- | ---------------------------- | ----- | ---- | ---------------- | ---------------- | ---------- | ---------- | ----- | ----- |
| 1981                | Ниссан Моторс       | Чемпионат Японии. Дивизион 2 | 18    | 6    | 2                | 0                | 2          | 2          | 22    | 8     |
| 1982                | Ниссан Моторс       | Чемпионат Японии. Дивизион 1 | 18    | 0    | 2                | 2                | 0          | 0          | 20    | 2     |
| 1983                | Ниссан Моторс       | Чемпионат Японии. Дивизион 1 | 18    | 5    | 5                | 2                | 4          | 6          | 27    | 13    |
| 1984                | Ниссан Моторс       | Чемпионат Японии. Дивизион 1 | 17    | 8    | 4                | 2                | 0          | 0          | 21    | 10    |
| 1985/86             | Ниссан Моторс       | Чемпионат Японии. Дивизион 1 | 21    | 6    | 4                | 3                | 4          | 3          | 29    | 12    |
| 1986/87             | Ниссан Моторс       | Чемпионат Японии. Дивизион 1 | 20    | 2    | 4                | 1                | 5          | 1          | 29    | 4     |
| 1987/88             | Ниссан Моторс       | Чемпионат Японии. Дивизион 1 | 14    | 1    | 3                | 1                | 1          | 0          | 18    | 2     |
| 1988/89             | Ниссан Моторс       | Чемпионат Японии. Дивизион 1 | 22    | 8    | 5                | 1                | 5          | 4          | 32    | 13    |
| 1989/90             | Ниссан Моторс       | Чемпионат Японии. Дивизион 1 | 22    | 8    | 5                | 0                | 4          | 1          | 31    | 5     |
| 1990/91             | Ниссан Моторс       | Чемпионат Японии. Дивизион 1 | 10    | 3    | 4                | 2                | 4          | 2          | 18    | 7     |
| 1991/92             | Ниссан Моторс       | Чемпионат Японии. Дивизион 1 | 22    | 3    | 5                | 1                | 3          | 1          | 30    | 5     |
| 1992                | Иокогама Маринос    | Джей-лига                    | -     | -    | 4                | 3                | 9          | 0          | 13    | 3     |
| 1993                | Иокогама Маринос    | Джей-лига                    | 21    | 1    | 0                | 0                | 2          | 0          | 23    | 1     |
| 1994                | Иокогама Маринос    | Джей-лига                    | 10    | 0    | 4                | 1                | 3          | 0          | 17    | 1     |
| Итого               | Итого               | Итого                        | 251   | 51   | 51               | 22               | 46         | 20         | 348   | 93    |

### В сборной
| Сборная Японии | Сборная Японии | Сборная Японии |
| Год            | Матчи          | Голы           |
| -------------- | -------------- | -------------- |
| 1979           | 3              | 0              |
| 1980           | 9              | 4              |
| 1981           | 1              | 0              |
| 1982           | 8              | 1              |
| 1983           | 10             | 8              |
| 1984           | 7              | 4              |
| 1985           | 10             | 7              |
| 1986           | 6              | 2              |
| Итого          | 54             | 26             |

### Тренерская статистика
| Команда          | С     | До    | Статистика | Статистика | Статистика | Статистика | Статистика |
| Команда          | С     | До    | И          | В          | П          | Н          | Побед %    |
| ---------------- | ----- | ----- | ---------- | ---------- | ---------- | ---------- | ---------- |
| Иокогама Маринос | 2010  | 2011  | 68         | 31         | 14         | 23         | 45.59      |
| Всего            | Всего | Всего | 68         | 31         | 14         | 23         | 45.59      |